# هایداوی (تگزاس)
هایداوی، تگزاس(به انگلیسی: Hideaway, Texas) شهری در ایالت تگزاس از ایالات جنوبی ایالات متحده آمریکا است. در سرشماری سال ۲۰۰۹، جمعیت این شهر ۳۰۰۱ نفر اعلام شد.